# ADP-zavisna kratkolančana-acil-KoA hidrolaza
ADP-zavisna kratkolančana-acil-KoA hidrolaza (EC 3.1.2.18, kratkolančana acil koenzim A hidrolaza, propionil koenzim A hidrolaza, propionil-KoA hidrolaza, propionil-KoA tioesteraza, kratkolančana acil-KoA hidrolaza, kratkolančana acil-KoA tioesteraza) je enzim sa sistematskim imenom ADP-zavisna-kratkolančana-acil-KoA hidrolaza. Ovaj enzim katalizuje sledeću hemijsku reakciju
acil-KoA + H2O {\displaystyle \rightleftharpoons } KoA + karboksilat
Za dejstvo ovog enzima je neophodan ADP. NADH deluje kao inhibitor. Enzim ima maksimalno dejstvo sa propanoil-KoA.

## Literatura
- Nicholas C. Price; Lewis Stevens (1999). Fundamentals of Enzymology: The Cell and Molecular Biology of Catalytic Proteins (Third изд.). USA: Oxford University Press. ISBN 019850229X.
- Eric J. Toone (2006). Advances in Enzymology and Related Areas of Molecular Biology, Protein Evolution (Volume 75 изд.). Wiley-Interscience. ISBN 0471205036.
- Branden C; Tooze J. Introduction to Protein Structure. New York, NY: Garland Publishing. ISBN 0-8153-2305-0.
- Irwin H. Segel. Enzyme Kinetics: Behavior and Analysis of Rapid Equilibrium and Steady-State Enzyme Systems (Book 44 изд.). Wiley Classics Library. ISBN 0471303097.

## Spoljašnje veze
- ADP-dependent+short-chain-acyl-CoA+hydrolase на 